# Teater Martin Mutter
Teater Martin Mutter är en professionell fri teatergrupp i Örebro som startade sin verksamhet 1987. Gruppen spelar mestadels nyskrivna pjäser med tyngdpunkt på barn- och ungdomsteater. I början hade man sitt säte vid Röda Kvarn i centrala Örebro (idag Nya teatern), men flyttade år 2000 till lokaler i Grenadjärstaden i norra Örebro. Gruppen turnerar också till olika scener runt om i Sverige. Verksamheten finansieras av Örebro kommun, Örebro Läns Landsting och Statens kulturråd, samt från publikintäkter. 1992 och 2012 var teatern en av mottagarna av Örebro läns landsting kulturstipendium. Teatern är medlem i Teatercentrum.